# Cymindis miliaris

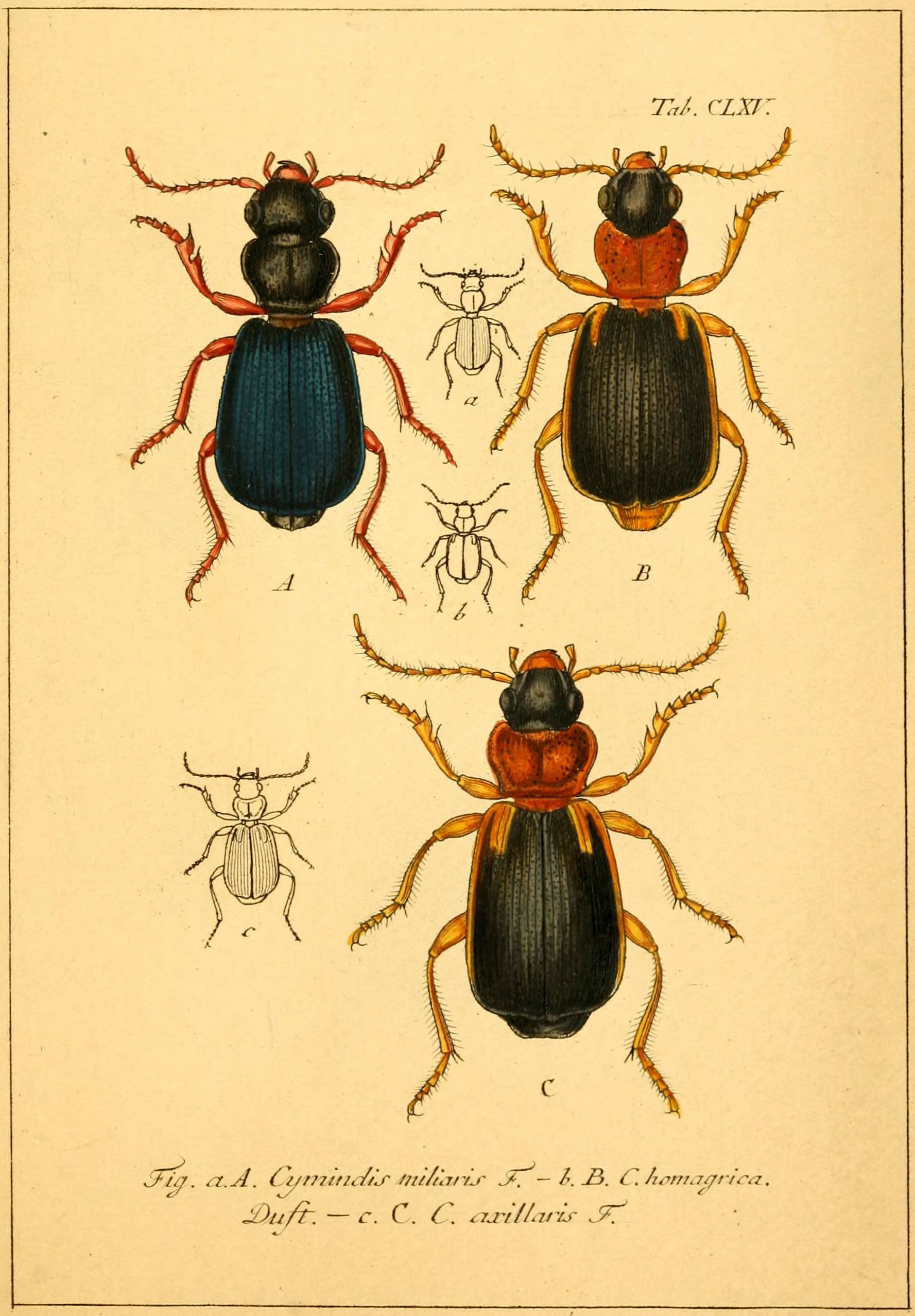
Cymindis miliaris ilustrado por Jacob Sturm (1827)

Cymindis miliaris é uma espécie de insetos coleópteros pertencente à família Carabidae.
A autoridade científica da espécie é Fabricius, tendo sido descrita no ano de 1801.
Trata-se de uma espécie presente no território português.